# No Sleep
«No Sleep» es una canción del rapero estadounidense Wiz Khalifa, lanzado como tercer sencillo promocional y más tarde cuarto sencillo oficial de su álbum de estudio debut, Rolling Papers. La pista cuenta con producción de Benny Blanco y fue escrita por Cameron Thomaz y Benjamin Levin. La canción fue lanzada como sencillo el 9 de agosto de 2011. La canción debutó y alcanzó el número seis en el Billboard Hot 100, convirtiéndose en el segundo sencillo con más éxito en listas de Wiz Khalifa, detrás de «Black and Yellow». La canción fue certificada platino por la Asociación de la industria de grabación de América (RIAA).

## Lista de canciones
- Descarga digital

1. «No Sleep» – 3:11

## Vídeo musical
El video musical de «No Sleep» fue lanzado el 12 de agosto de 2011. El vídeo fue dirigido por Colin Tilley y aparecieron el rapero Mac Miller, también de Pittsburgh, el compañero de Wiz Khalifa en Taylor Gang Chevy Woods, y su novia, la modelo Amber Rose.

## Posicionamiento
«No Sleep» debutó el 9 de abril de 2011 en el número seis del Billboard Hot 100. Reingresó al Hot 100 el 27 de agosto de 2011 en el número 98 tras el lanzamiento del sencillo y del video; desde entonces ha alcanzado el número 70.
| Lista (2011)                       | Posición más alta |
| ---------------------------------- | ----------------- |
| Canadá (Canadian Hot 100)          | 64                |
| República Checa (Rádio Top 100)    | 76                |
| Francia (SNEP)                     | 80                |
| Estados Unidos (Billboard Hot 100) | 6                 |
| US Pop Songs (Billboard)           | 36                |
| US Rap Songs (Billboard)           | 23                |

## Lanzamiento
| País           | Fecha                    | Formato          | Discográfica     |
| -------------- | ------------------------ | ---------------- | ---------------- |
| Estados Unidos | 22 de marzo de 2011      | Descarga digital | Atlantic Records |
| Reino unido    | 19 de septiembre de 2011 | Descarga digital | Atlantic Records |